# Чери Крик (Колорадо)
Чери Крик (енгл. Cherry Creek) насељено је место без административног статуса у америчкој савезној држави Колорадо.

## Демографија
По попису из 2010. године број становника је 11.120.
| Група             | 2000.    | 2010.         |
| Белци             | 0 (0,0%) | 8.758 (78,8%) |
| Афроамериканци    | 0 (0,0%) | 202 (1,8%)    |
| Азијати           | 0 (0,0%) | 1.065 (9,6%)  |
| Хиспаноамериканци | 0 (0,0%) | 848 (7,6%)    |
| Укупно            | 0        | 11.120        |